# Felix Seibel
Felix Seibel (* 7. Juli 1997 in Kubanka, Region Altai, Russland) ist ein deutscher Skeletonpilot.

## Werdegang
Felix Seibel war in der dritten Klasse, als er sich erstmals auf einem Schlitten in den Eiskanal wagte. Vom Rodelsport wechselte er 2010 zu Skeleton und ist seit 2016 in der deutschen Nationalmannschaft. 2018 gewann Seibel die deutsche Meisterschaft der Herren. In der Saison 2019/2020 schnitt er als Skeletonpilot der BRC Hallenberg besonders erfolgreich ab. Beim Europe Cup in Altenberg am 24. und 25. Januar 2020 konnte sich Seibel an beiden Renntagen gegen die Konkurrenz durchsetzen und fuhr zweimal ganz nach oben aufs Podest, gewann beide Europacup-Rennen in Altenberg und sicherte sich gleichzeitig die EC-Gesamtwertung, gewann die Junioren-Europameisterschaft und wurde für die Junioren-Weltmeisterschaft im Februar 2020 nominiert (Vizeweltmeistertitel in Winterberg). Mit einem Doppelsieg in Igls und Doppelsieg in Königssee, dazu noch ein dritter Platz beim ICC-Auftakt im Januar in Altenberg, gewann Seibel mit 582 Punkten den Intercontinentalcup 2021; Zweitplatzierter wurde der Deutsche Kilian von Schleinitz (500 Punkte), Drittplatzierter der Russe Vladislav Semenov (410 Punkte). 
Neben dem Sport studiert Felix Seibel in Münster Rechtswissenschaften.
Bei dem Skeleton-Weltcup 2023/24 feierte Seibel als Drittplatzierter seinen ersten Podestplatz.

## Privates
Seibel entstammt einer russlanddeutschen Familie. Der Vater Konstantin, ein gelernter Historiker, war Schulleiter, die Mutter Helena arbeitete als Erzieherin. Aus der sibirischen Region Altai kam sie im Jahr 1998 über Unna-Massen in die Kleinstadt Hallenberg. Der Buchautor und Journalist Edgar Seibel ist sein Bruder.